# Banhegyia uralensis
Banhegyia uralensis är en svampart som först beskrevs av Naumov, och fick sitt nu gällande namn av Jan Kohlmeyer 1967. Banhegyia uralensis ingår i släktet Banhegyia och familjen Patellariaceae.  Arten är reproducerande i Sverige. Inga underarter finns listade i Catalogue of Life.